# Sporting Clube de Pombal
Maillots
Le Sporting Clube de Pombal est un club de football portugais basé à Pombal. Pour la saison 2012-2013, le club évolue en quatrième division nationale. 

## Histoire
Fondé en 1922, le Sporting Clube de Pombal fait ses débuts dans les championnats régionaux. Le club devient par la même occasion la filiale n°10 du Sporting Portugal. Le Sporting Pombal fait ses grands débuts dans les championnats nationaux à la fin des années 1930, sans particulièrement s'imposer, avec un bilan mitigé en finissant cinquième de sa série pendant la saison 1938-39. La saison suivante n'est guère mieux puisque le Sporting perd tous les matches des six rencontres de sa poule. À partir de cette date, le Sporting Pombal ne parvient pas à s'imposer dans les championnats nationaux et passe la plupart de son temps dans les championnats régionaux. 
Le Sporting Pombal parvient tout de même à remonter à nouveau dans les championnats nationaux, en troisième division, lors de la saison 1973-74, où il parvient à se maintenir. Sans parvenir toutefois à s'imposer, le club redescend trois saisons plus tard peu après avoir fini treizième de sa poule. Néanmoins le club remonte en troisième division lors de la saison 1980-81, et parvient à finir cinquième. La saison suivante le club réalise le même classement que la saison précédente, mais ne peut empêcher la relégation pendant la saison 1982-83. Huit saisons plus tard, le Sporting refait son apparition dans les championnats nationaux, cette fois en quatrième division. Cette fois ci le club s’intègre bien et devient une solide équipe de quatrième division. Lors des années 1990, le club termine la plupart du temps dans les dix premières places du classement, et se voit récompenser pendant la saison 1998-99 en finissant deuxième, ce qui lui donne accès à la troisième division nationale.
Le Sporting connaît alors ses plus belles années et s'impose comme un club important de troisième division. Pendant la saison 2001-02, le club termine même deuxième à trois points de la promotion obtenu par le Sporting Covilhã. Les saisons suivantes, le club n'arrive pas à faire mieux, en finissant septième lors de la saison 2002-03 puis dix-septième lors de la saison 2003-04, à un petit point de la relégation. À la suite de ces mauvaises performances, le club se voit reléguée à l'issue de la saison 2006-07. Depuis, le club évolue en quatrième division nationale, mais arrive toutefois à arracher la montée lors de la saison 2009-10. La saison 2010-11, le club ne parvient pas à se maintenir, et se voit relégué à nouveau. Depuis le club évolue en quatrième division nationale.

## Palmarès
| Compétitions nationales | Compétitions régionales | Compétitions amicales                               |
| --- | ----------------------- | --------------------------------------------------- |
| - Championnat du Portugal D2 (0) - Meilleure performance : 4e (1939-40 Série 1) - Coupe du Portugal (0) - Meilleure performance : 1/16 finale (2004-05) | Vierge                  | - Tournoi Vila da Pampilhosa (1) - Vainqueur : 2012 |

## Joueurs emblématiques
- Gêgê
- Nilton
- Bacari Djaló
- China